# Trolltunga
Trolltunga (deutsch „Die Trollzunge“) ist ein horizontaler Felsvorsprung in Norwegen, der rund zehn Kilometer nordöstlich von Odda liegt. Bei diesem Fels handelt es sich um eine rund 10 Meter lange Nase, die sich mit einer Höhe von fünf Metern an ihrem Beginn bis auf wenige Zentimeter an der Spitze verjüngt. Der Felsvorsprung befindet sich rund 700 Meter über dem künstlich angelegten Stausee Ringedalsvatnet.

## Geologie
Die Trolltunga befindet sich knapp 10 km vom Hardangervidda-Nationalpark entfernt.
Die Trolltunga bildete sich vor ca. 10.000 Jahren, als Gletscher das Hochplateau erodierten. Der Vorsprung selbst besteht aus Granit.

## Infrastruktur
Der Rundweg vom Dorf Skjeggedal aus weist 27 km Länge und 1200 Höhenmeter auf. 
Von 1911 bis 2004 konnten die ersten 430 Höhenmeter von Skjeggedal bis zum darüberliegenden Hochebene Mågelitopp mittels der Mågelibane, einer Standseilbahn, gefahren werden, was den Zustieg um etwa zwei Stunden verkürzte. Die Bahn wurde 2012 abgerissen, um eine Serpentinenstraße und einen Parkplatz am Mågelitopp zu errichten. Seit Eröffnung der Straße und Einrichtung eines Shuttlebusses 2017 kann die Wanderung wieder um etwa diese Distanz verkürzt werden.
Im Rahmen der stark steigenden Besucherzahlen wurde die Infrastruktur am Weg ab 2012 deutlich ausgebaut. So wurden zwei Schutzhütten, ein Hubschrauberlandeplatz und Auffüllmöglichkeiten für Wasserflaschen geschaffen. Das Zelten ist an einigen Stellen am Weg untersagt.
Alternativ kann die Trolltunga über einen Klettersteig von 250 hm erreicht werden. Teilweise liegt auf dem Hochplateau vor der Trolltunga ganzjährig Schnee. 

## Besucherzahlen
In den frühen 2010er Jahren begann die Besucherzahl deutlich anzusteigen. Zwischen 2010 und 2014 verfünfzigfachte sich die Besucherzahl von 800 Personen auf 40.000 Personen pro Jahr. Seit 2017 kommen, mit Ausnahme der Jahre 2020 und 2021 aufgrund der COVID-19-Pandemie, jährlich über 80.000 Wanderer.
Der Anstieg der Besucherzahlen wird auch auf die Popularisierung über Social-Media-Plattformen wie Instagram zurückgeführt.

## Sicherheit
Obwohl Trolltunga im Jahr von etwa 80.000 Touristen besucht wird, gab es dort bis 2015 nur einen tödlichen Unfall. Im September 2015 stürzte eine australische Studentin, als sie nach einem Foto den Felsen wieder verlassen wollte, ab und starb.
Jedoch klagen sowohl Kommune als auch die freiwilligen Helfer über die vielen eigentlich unnötigen Rettungseinsätze auf dem Weg zur Trolltunga. Der Hauptgrund, dass Touristen immer wieder in den Bergen stranden, sei fast immer schlechte Ausrüstung.
Von Oktober bis einschließlich Mai sollte die Wanderung nur mit Bergführer durchgeführt werden.

## Galerie

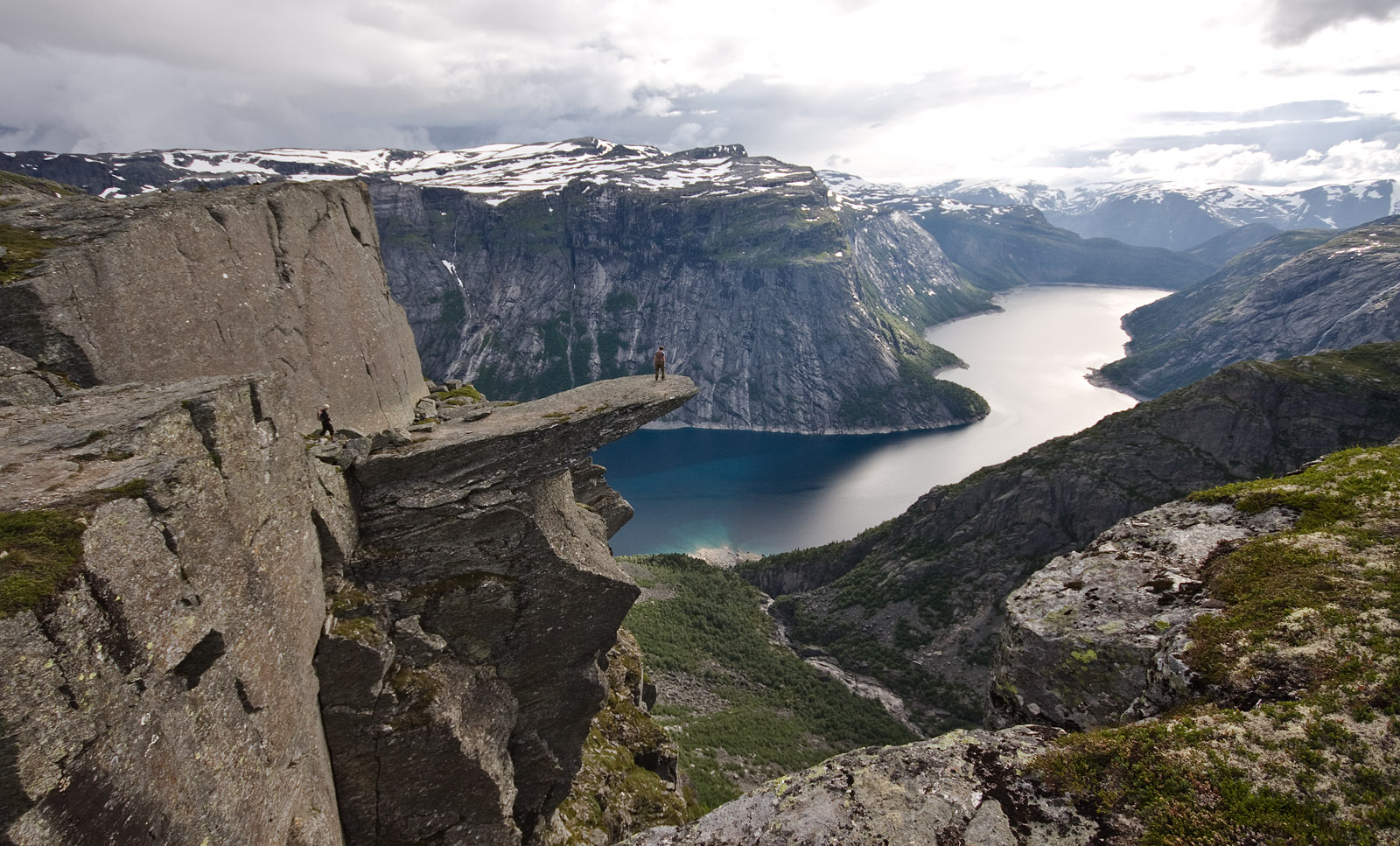
Blick auf Trolltunga
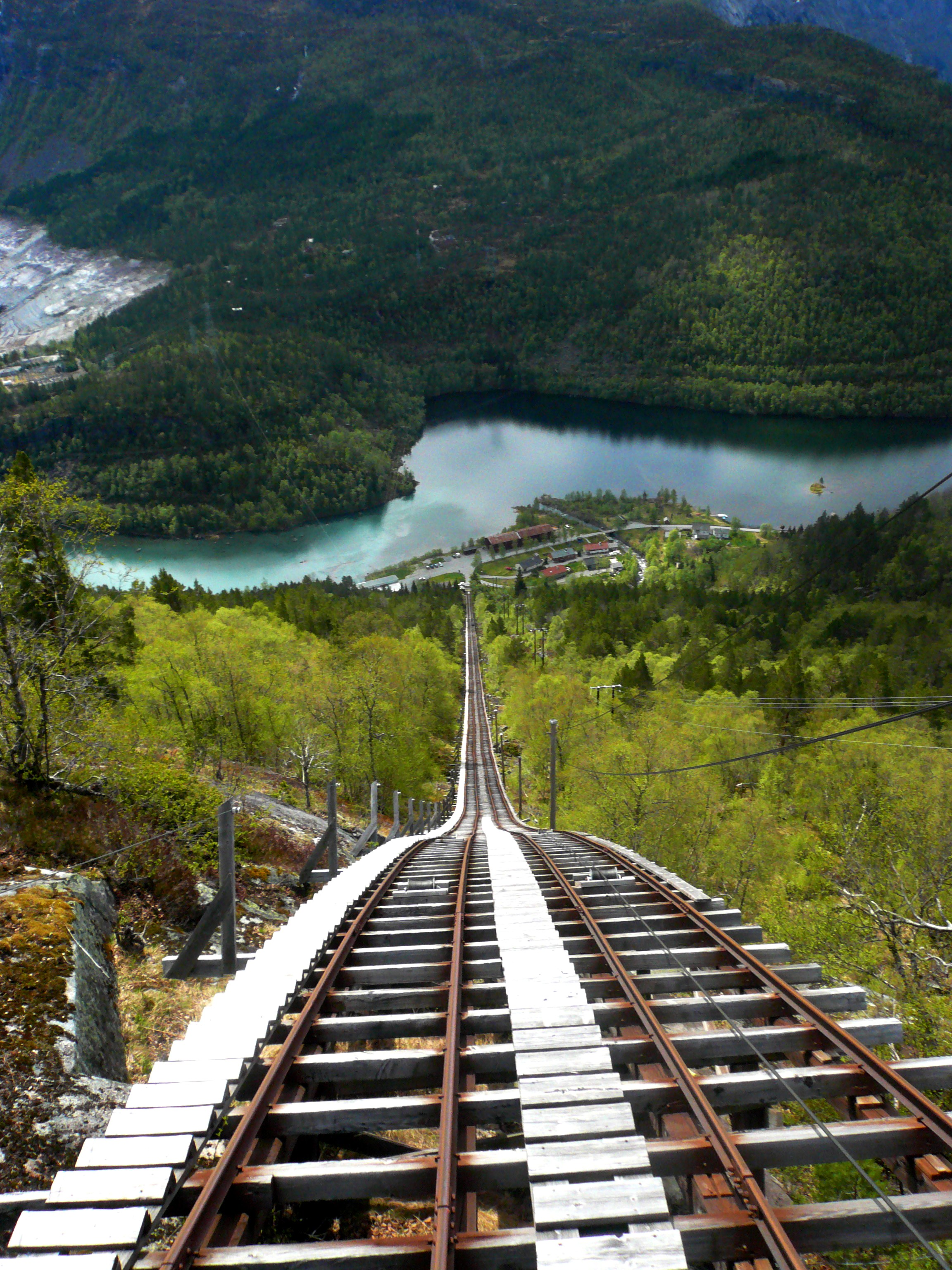
Standseilbahn Mågeliban